# Прованс — Альпи — Лазурний Берег
Прованс — Альпи — Лазурний Берег (фр. Provence-Alpes-Côte d’Azur, окс. Provença-Aups-Còsta d'Azur) — регіон на південному сході Франції. Головне місто Марсель. Населення 4,666 млн осіб (3-тє місце серед регіонів).

## Географія
Площа території 31 400 км². Регіон включає департаменти Альпи Верхнього Провансу, Альпи Приморські, Буш-дю-Рон, Вар, Альпи Верхні і Воклюз. Через нього протікають річки Дюранс, Вар і Рона.